# Oberstsilberkämmerer
L'Oberstsilberkämmerer (in italiano: maestro cameriere dell'argento supremo) era l'ufficiale amministrativo incaricato della gestione dell'argenteria di corte. L'incarico, inizialmente funzionale,  divenne successivamente soltanto onorifico.
La carica era presente anche nel Regno di Boemia e in alcuni territori ereditari della corona asburgica.

## Elenco degliOberstsilberkämmererdell'imperatore del Sacro Romano Impero
- 1594–? Adam von Waldstein (1569/1570 – 24.8.1638 Praga)
- 1600–? Christoph Harant von Polžice zu Bezdružice (1564 Klenová – 21 giugno 1621 Praga)
- 1600–? Hermann Czernin zu Chudenice (24/07/1576 Nedrahovice – 7/03/1651 San Pietroburgo o Praga)
- 1770–1771 Rudolph Chotek von Chotkov und Vojnín (24 gennaio 1706, Bělušice – 7 luglio 1771, Vienna)
- ?–? Franz Karl von Dietrichstein (13/12/1731 Vienna – 29/11/1813 Vienna)

...
- 1807–1812 Johann Nepomuk Norbert von Trauttmannsdorff-Weinsberg (18 marzo 1780 Vienna – 24 settembre 1834 Vienna)

## Oberstsilberkämmererdel Regno di Boemia
- ?-? Mikuláš Popel von Lobkowicz († 1599)
- 1642–1644 Maximilian Valentin von Martinice (1612-20 dicembre 1677 Praga)
- Maggio 1743 – 1769 Anton Corfitz von Ulfeld (15.6.1699 Brasov – 31.12.1769 Vienna)

...
- 1790 - vacante - all'incoronazione di Leopoldo II.
- 1796–1802 Franz Wenzel von Salm-Reifferscheidt-Hainspach (6.1.1747 – 28.6.1802)
- 1802–1842 Franz Vincenz von Salm-Reifferscheidt-Hainspach (18/09/1774 - 11/07/1842), all'incoronazione di Ferdinando V nel 1836
- 1842–1847 Johann Franz Wenzel von Salm-Reifferscheidt-Hainspach (7 aprile 1780-3 aprile 1847)
- 1847–1887 Franz Joseph von Salm-Reifferscheidt-Hainspach (1819–1887)

## Oberstsilberkämmererdelle terre ereditarie della corona asburgica

### Alta Austria
Sino al 1848, la carica venne ricoperta per via ereditaria dalla famiglia Kuefstein.
- ?-1755 Johann Ferdinand I von Kuefstein
- 1755-1789 Johann Ferdinand II von Kuefstein
- 1789-1818 Johann Ferdinand III von Kuefstein
- 1818-1848 Franz von Kuefstein

### Bassa Austria
Sino al 1848, la carica venne ricoperta per via ereditaria dalla famiglia Kuefstein.
- ?-1755 Johann Ferdinand I von Kuefstein
- 1755-1789 Johann Ferdinand II von Kuefstein
- 1789-1818 Johann Ferdinand III von Kuefstein
- 1818-1848 Franz von Kuefstein

### Stiria
Dal 1536 e sino al 1848, la carica venne ricoperta per via ereditaria dalla famiglia dei baroni poi conti von Rottal.

### Carniola
Sino al 1847, la carica venne ricoperta per via ereditaria dalla famiglia dei baroni von Erberg.
- ?-1716 Johann Daniel von Erberg (1647-1716)
- 1716-1760 Franz Michael von Erberg (1679-1760)
- 1760-1783 Wolfgang Daniel von Erberg (1714-1783)
- 1783-1843 Joseph Kalasanz von Erberg (1771-1843)
- 1843-1847 Joseph Ferdinand von Erberg (1795-1847)
- aprile-novembre 1847 Karl Johann von Erberg (1798-1847)

### Tirolo
Sino al 1848, la carica venne ricoperta per via ereditaria dalla famiglia dei conti von Brandis.
- ?-? Franz Adam Wilhelm von Brandis
- ?-1780 Joseph Innocenz von Brandis
- 1780-1812 Joseph Johann Baptista von Brandis
- 1812-1848 Heinrich Adam von Brandis